# San Fernando, Tamaulipas
San Fernando är en ort i Mexiko.   Den ligger i kommunen San Fernando och delstaten Tamaulipas, i den centrala delen av landet, 600 km norr om huvudstaden Mexico City. San Fernando ligger 44 meter över havet och antalet invånare är 29 171.
Terrängen runt San Fernando är platt. Runt San Fernando är det glesbefolkat, med 9 invånare per kvadratkilometer. San Fernando är det största samhället i trakten. Trakten runt San Fernando består till största delen av jordbruksmark.